# Darren Bazeley
Darren Bazeley (Northampton, 5 ottobre 1972) è un allenatore di calcio ed ex calciatore inglese, di ruolo difensore.

## Carriera

### Statistiche da allenatore

#### Nazionale neozelandese
| Squadra       | Naz                      | da               | a        | Record | Record | Record | Record     | Record | Record | Record | Record |
| G             | V                        | N                | P        | GF     | GS     | DR     | Vittorie % |        |        |        |        |
| ------------- | ------------------------ | ---------------- | -------- | ------ | ------ | ------ | ---------- | ------ | ------ | ------ | ------ |
| Nuova Zelanda | Nuova Zelanda (bandiera) | 1º novembre 2022 | in corso | 22     | 12     | 5      | 5          | 55     | 17     | +38    | 54,55  |

#### Panchine da commissario tecnico della nazionale neozelandese
| Cronologia completa delle presenze e delle reti in nazionale ― Nuova Zelanda | Cronologia completa delle presenze e delle reti in nazionale ― Nuova Zelanda | Cronologia completa delle presenze e delle reti in nazionale ― Nuova Zelanda | Cronologia completa delle presenze e delle reti in nazionale ― Nuova Zelanda | Cronologia completa delle presenze e delle reti in nazionale ― Nuova Zelanda | Cronologia completa delle presenze e delle reti in nazionale ― Nuova Zelanda | Cronologia completa delle presenze e delle reti in nazionale ― Nuova Zelanda              | Cronologia completa delle presenze e delle reti in nazionale ― Nuova Zelanda |
| Data                                                                         | Città                                                                        | In casa                                                                      | Risultato                                                                    | Ospiti                                                                       | Competizione                                                                 | Reti                                                                                      | Note                                                                         |
| ---------------------------------------------------------------------------- | ---------------------------------------------------------------------------- | ---------------------------------------------------------------------------- | ---------------------------------------------------------------------------- | ---------------------------------------------------------------------------- | ---------------------------------------------------------------------------- | ----------------------------------------------------------------------------------------- | ---------------------------------------------------------------------------- |
| 23-3-2023                                                                    | Auckland                                                                     | Nuova Zelanda                                                                | 0 – 0                                                                        | Cina                                                                         | Amichevole                                                                   | -                                                                                         | Cap: T.Smith                                                                 |
| 26-3-2023                                                                    | Wellington                                                                   | Nuova Zelanda                                                                | 2 – 1                                                                        | Cina                                                                         | Amichevole                                                                   | autorete Matthew Garbett                                                                  | Cap: J.Bell                                                                  |
| 16-6-2023                                                                    | Solna                                                                        | Svezia                                                                       | 4 – 1                                                                        | Nuova Zelanda                                                                | Amichevole                                                                   | Callum McCowatt                                                                           | Cap: J.Bell                                                                  |
| 19-6-2024                                                                    | Ritzing                                                                      | Qatar                                                                        | 0 – 1                                                                        | Nuova Zelanda                                                                | Amichevole                                                                   | Marko Stamenic (rig.)                                                                     | Cap: J.Bell                                                                  |
| 13-10-2023                                                                   | Murcia                                                                       | Nuova Zelanda                                                                | 1 – 1                                                                        | RD del Congo                                                                 | Amichevole                                                                   | Chris Wood (rig.)                                                                         | Cap: C.Wood                                                                  |
| 17-10-2023                                                                   | Londra                                                                       | Australia                                                                    | 2 – 0                                                                        | Nuova Zelanda                                                                | Amichevole                                                                   | -                                                                                         | Cap: C.Wood                                                                  |
| 17-11-2023                                                                   | Atene                                                                        | Grecia                                                                       | 2 – 0                                                                        | Nuova Zelanda                                                                | Amichevole                                                                   | -                                                                                         | Cap: C.Wood                                                                  |
| 21-11-2023                                                                   | Dublino                                                                      | Irlanda                                                                      | 1 – 1                                                                        | Nuova Zelanda                                                                | Amichevole                                                                   | Matthew Garbett                                                                           | Cap: C.Wood                                                                  |
| 22-3-2024                                                                    | Il Cairo                                                                     | Egitto                                                                       | 1 – 0                                                                        | Nuova Zelanda                                                                | Amichevole                                                                   | -                                                                                         | Cap: L.Cacace                                                                |
| 26-3-2024                                                                    | Il Cairo                                                                     | Nuova Zelanda                                                                | 0 – 0 (2 - 4 dtr)                                                            | Tunisia                                                                      | Amichevole                                                                   | -                                                                                         | Cap: L.Cacace                                                                |
| 18-6-2024                                                                    | Port Vila                                                                    | Nuova Zelanda                                                                | 3 – 0                                                                        | Isole Salomone                                                               | Coppa d'Oceania 2024 - 1º turno                                              | 2 Ben Waine Kosta Barbarouses                                                             | Cap: K. Barbarouses                                                          |
| 21-6-2024                                                                    | Port Vila                                                                    | Vanuatu                                                                      | 0 – 4                                                                        | Nuova Zelanda                                                                | Coppa d'Oceania 2024 - 1º turno                                              | 2 Max Mata Elijah Just Ben Old                                                            | Cap: L.Cacace                                                                |
| 27-6-2024                                                                    | Port Vila                                                                    | Nuova Zelanda                                                                | 5 – 0                                                                        | Tahiti                                                                       | Coppa d'Oceania 2024 - Semifinale                                            | Finn Surman 2 Ben Waine 2 Kosta Barbarouses                                               | Cap: L.Cacace                                                                |
| 30-6-2024                                                                    | Port Vila                                                                    | Nuova Zelanda                                                                | 3 – 0                                                                        | Vanuatu                                                                      | Coppa d'Oceania 2024 - Finale                                                | Cameron Howieson Jesse Randall Max Mata                                                   | Cap: L.Cacace                                                                |
| 8-9-2024                                                                     | Pasadena                                                                     | Messico                                                                      | 3 – 0                                                                        | Nuova Zelanda                                                                | Amichevole                                                                   | -                                                                                         | Cap: M.Boxall                                                                |
| 11-9-2024                                                                    | Cincinnati                                                                   | Stati Uniti                                                                  | 1 – 1                                                                        | Nuova Zelanda                                                                | Amichevole                                                                   | Ben Waine                                                                                 | Cap: C.Wood                                                                  |
| 11-10-2024                                                                   | Port Vila                                                                    | Nuova Zelanda                                                                | 3 – 0                                                                        | Tahiti                                                                       | Qual. Mondiali 2026                                                          | Elijah Just Chris Wood Ben Waine                                                          | Cap: C.Wood                                                                  |
| 14-10-2024                                                                   | Auckland                                                                     | Nuova Zelanda                                                                | 4 – 0                                                                        | Malaysia                                                                     | Amichevole                                                                   | Elijah Just Matthew Garbett Chris Wood Logan Rogerson                                     | Cap: L.Cacace                                                                |
| 15-11-2024                                                                   | Hamilton                                                                     | Nuova Zelanda                                                                | 8 – 1                                                                        | Vanuatu                                                                      | Qual. Mondiali 2026                                                          | Matthew Garbett 2 Chris Wood 2 Tyler Bindon Elijah Just Sarpreet Singh Callum McCowatt    | Cap: C.Wood                                                                  |
| 18-11-2024                                                                   | Auckland                                                                     | Samoa                                                                        | 0 – 8                                                                        | Nuova Zelanda                                                                | Qual. Mondiali 2026                                                          | Callum McCowatt 3 Chris Wood Marko Stamenic Francis de Vries Elijah Just Ben Waine (rig.) | Cap: C.Wood                                                                  |
| 21-3-2025                                                                    | Wellington                                                                   | Nuova Zelanda                                                                | 7 – 0                                                                        | Figi                                                                         | Qual. Mondiali 2026                                                          | 3 Chris Wood Sarpreet Singh Tyler Bindon Tim Payne Kosta Barbarouses                      | Cap: C.Wood                                                                  |
| 24-3-2025                                                                    | Auckland                                                                     | Nuova Caledonia                                                              | 0 – 3                                                                        | Nuova Zelanda                                                                | Qual. Mondiali 2026                                                          | Michael Boxall Kosta Barbarouses Elijah Just                                              | Cap: C.Wood                                                                  |
| Totale                                                                       |                                                                              | Presenze                                                                     | 22                                                                           |                                                                              | Reti                                                                         | 55                                                                                        |                                                                              |

#### Nazionale Olimpica
| Squadra          | Naz                      | da            | a              | Record | Record | Record | Record     | Record | Record | Record | Record |
| G                | V                        | N             | P              | GF     | GS     | DR     | Vittorie % |        |        |        |        |
| ---------------- | ------------------------ | ------------- | -------------- | ------ | ------ | ------ | ---------- | ------ | ------ | ------ | ------ |
| Francia Olimpica | Nuova Zelanda (bandiera) | 2 luglio 2024 | 30 luglio 2024 | 3      | 1      | 0      | 2          | 3      | 8      | −5     | 33,33  |

| Cronologia completa delle presenze e delle reti in nazionale ― Francia olimpica | Cronologia completa delle presenze e delle reti in nazionale ― Francia olimpica | Cronologia completa delle presenze e delle reti in nazionale ― Francia olimpica | Cronologia completa delle presenze e delle reti in nazionale ― Francia olimpica | Cronologia completa delle presenze e delle reti in nazionale ― Francia olimpica | Cronologia completa delle presenze e delle reti in nazionale ― Francia olimpica | Cronologia completa delle presenze e delle reti in nazionale ― Francia olimpica | Cronologia completa delle presenze e delle reti in nazionale ― Francia olimpica |
| Data                                                                            | Città                                                                           | In casa                                                                         | Risultato                                                                       | Ospiti                                                                          | Competizione                                                                    | Reti                                                                            | Note                                                                            |
| ------------------------------------------------------------------------------- | ------------------------------------------------------------------------------- | ------------------------------------------------------------------------------- | ------------------------------------------------------------------------------- | ------------------------------------------------------------------------------- | ------------------------------------------------------------------------------- | ------------------------------------------------------------------------------- | ------------------------------------------------------------------------------- |
| 24-7-2024                                                                       | Nizza                                                                           | Guinea olimpica                                                                 | 1 – 2                                                                           | Nuova Zelanda olimpica                                                          | Olimpiadi 2024 - 1º turno                                                       | Matthew Garbett Ben Waine                                                       | Cap: M.Garbett                                                                  |
| 27-7-2024                                                                       | Marsiglia                                                                       | Nuova Zelanda olimpica                                                          | 1 – 4                                                                           | Stati Uniti olimpica                                                            | Olimpiadi 2024 - 1º turno                                                       | Jesse Randall                                                                   | Cap: M.Garbett                                                                  |
| 30-7-2024                                                                       | Marsiglia                                                                       | Nuova Zelanda olimpica                                                          | 0 – 3                                                                           | Francia olimpica                                                                | Olimpiadi 2024 - 1º turno                                                       | -                                                                               | Cap: M.Garbett                                                                  |
| Totale                                                                          |                                                                                 | Presenze                                                                        | 3                                                                               |                                                                                 | Reti                                                                            | 3                                                                               |                                                                                 |

## Palmarès

### Allenatore

#### Nazionale
- Coppa d'Oceania: 1

Figi/Vanuatu 2024